# Niguza habroscopa
Niguza habroscopa là một loài bướm đêm trong họ Erebidae.